# Harm Ottenbros
Harm Ottenbros est un coureur cycliste néerlandais, né le 27 juin 1943 à Alkmaar et mort le 5 mai 2022 à Strijen, professionnel de 1967 à 1976. Il est sociétaire au club cycliste local du DTS Zaandam.

## Biographie
En 1969, lors des championnats du monde à Zolder (circuit de Zolder-Terlaemen) en Belgique, Ottenbros, relativement peu connu, bien qu'ayant terminé cette année-là deux fois deuxième d'étapes lors du Tour de France, s'échappe à 30 km de l'arrivée en compagnie du Belge Julien Stevens. À la surprise générale, le Néerlandais remporte la course au terme d'un sprint extrêmement serré. Malgré ce succès prestigieux, Ottenbros n’est même pas déclaré lauréat  du Trophée Gerrit Schulte, qui récompense le meilleur coureur cycliste néerlandais: le prix n’est attribué à personne.
Il compte 35 victoires professionnelles, dont 2 étapes du Tour de Suisse et le championnat du monde en 1969.

## Palmarès

### Palmarès amateur
- 1962
  - Dorpenomboor Drente
  - 2e du championnat de Nord-Hollande
- 1964
  - Zuidkempense Pijl
- 1965
  - Ronde van Friesland
  - 3e de la Ster van Zwolle
- 1966
  - 2e du Tour de Drenthe
  - 2e du championnat des Pays-Bas du contre-la-montre par équipes
  - 3e du Ronde van Hank

### Palmarès professionnel
- 1967
  - 5e étape du Tour de Suisse
  - 3e du Circuit des régions fruitières
  - 3e de la Flèche des Polders
- 1968
  - 6eb et 8e étapes du Tour of the South West
  - Flèche des Polders
  - 3eb étape du Tour de Suisse
  - 2e du championnat des Pays-Bas sur route
- 1969
  -  Champion du monde sur route
  - Flèche des Polders
  - 2ea étape du Tour de Belgique
  - 1reb étape du Tour de Luxembourg (contre-la-montre par équipes)
  - 3e du Circuit des régions fruitières
- 1970
  - 2e étape du Tour de Luxembourg
  - 3e du Tour d'Andalousie
- 1971
  - 2e du Grote Prijs Dr. Eugeen Roggeman
- 1972
  - Grand Prix de la ville de Vilvorde
  - 2e du championnat du Limbourg
  - 2e de Cologne-Schuld-Frechen
- 1974
  - 2e du championnat des Pays-Bas des 50 km
- 1975
  - 3e du Tour de l'Ijsselmond
- 1976
  - 3e du championnat des Pays-Bas des 50 km
  - 3e de la Flèche campinoise

### Résultats sur les grands tours

#### Tour de France
3 participations
- 1968 : abandon (12e étape)
- 1969 : 78e
- 1970 : 78e

#### Tour d'Italie
1 participation
- 1967 : abandon

#### Tour d'Espagne
1 participation
- 1969 : 38e